# Taricha
Taricha es un género de anfibios caudados de la familia Salamandridae. Lo forman cuatro especies de tritones autóctonos de la costa del Pacífico estadounidense; quizá en la zona adyacente de México.

## Especies
Según ASW:
- Taricha granulosa (Skilton, 1849)
- Taricha rivularis (Twitty, 1935)
- Taricha sierrae (Twitty, 1942)
- Taricha torosa (Rathke, 1833)